# Arthur Ashe Courage Award
Arthur Ashe Courage Award, também chamado de Arthur Ashe Award for Courage ou ainda Arthur Ashe for Courage Award é um prêmio anual de reconhecimento à coragem de uma personalidade, seja ela esportiva, ou não.

## Laureados
| † | Indica prêmio póstumo |

| Ano  | Imagem                             | Laureados                                                                                         | Notas | Ref(s)       |
| ---- | ---------------------------------- | ------------------------------------------------------------------------------------------------- | --- | ------------ |
| 1993 | Jim Valvano                        | Jim Valvano                                                                                       | Jogador de basquete universitário americano, treinador e apresentador, morreu de adenocarcinoma. | [ 1 ]        |
| 1994 | –                                  | Steve Palermo                                                                                     | Árbitro da Major League Baseball que ficou paralisado da cintura para baixo após tentar impedir assalto. | [ 2 ]        |
| 1995 | Howard Cosell em 1975              | Howard Cosell                                                                                     | Jornalista, criador do ABC SportsBeat, o primeiro programa sério de jornalismo esportivo investigativo. | [ 3 ]        |
| 1996 | –                                  | Loretta Claiborne                                                                                 | Atleta multiesportiva das Special Olympics. | [ 4 ]        |
| 1997 | Muhammad Ali em 2006               | Muhammad Ali                                                                                      | Pugilista, um exemplo de orgulho racial para os afro-americanos e de resistência à dominação branca durante o movimento pelos direitos civis. | [ 1 ]        |
| 1998 | Dean Smith em 2007                 | Dean Smith                                                                                        | Treinador de basquete universitário por 36 anos na Universidade da Carolina do Norte em Chapel Hill. | [ 5 ]        |
| 1999 | Billie Jean King em 2016           | Billie Jean King                                                                                  | Tenista, fez campanha pela igualdade de prêmios em dinheiro no tênis masculino e feminino. | [ 6 ]        |
| 2000 | -                                  | William David Sanders†                                                                            | Treinador de esportes do ensino médio mata alunos que defendiam alunos durante o massacre de Columbine. | [ 7 ] [ 8 ]  |
| 2001 | Cathy Freeman em 2008              | Cathy Freeman                                                                                     | Atleta de atletismo, a primeira pessoa aborígene australiana a se tornar um medalhista de ouro nos Jogos Olímpicos. | [ 9 ]        |
| 2002 | Flight 93 National Memorial        | Todd Beamer† Mark Bingham† Tom Burnett† Jeremy Glick†                                             | Atletas a bordo do Voo 93 da United Airlines (National Memorial na foto) que tentaram retomar o controle dos sequestradores | [ 7 ]        |
| 2003 | Pat Tillman em 2003                | Pat Tillman (retratado) Kevin Tillman                                                             | Pat era um jogador de futebol americano que jogou pelo Arizona Cardinals na NFL, seu irmão Kevin um jogador da Minor League Baseball; ambos se alistaram, renunciando às suas carreiras esportivas. | [ 7 ] [ 10 ] |
| 2004 | George Weah em 2019                | George Weah                                                                                       | Jogador de futebol que se tornou Embaixador da Boa Vontade da ONU. | [ 11 ]       |
| 2005 | –                                  | Emmanuel Ofosu Yeboah Jim MacLaren                                                                | Yeboah chamou a atenção para pessoas com deficiência em Gana, ele próprio com uma perna deformada, ao atravessar o país de bicicleta. McLaren tornou-se um triatleta de sucesso após ter a perna amputada. | [ 12 ]       |
| 2006 | Shamila Kohestani em 2012          | Roia Ahmad Shamila Kohestani (retratada)                                                          | Defender o esporte feminino, especialmente a Seleção Feminina de Futebol do Afeganistão. | [ 13 ]       |
| 2007 | David Cullen in 2008               | Trevor Ringland David Cullen (retratado)                                                          | Membros da PeacePlayers International que usa o basquete para unir e educar crianças. | [ 14 ]       |
| 2008 | Tommie Smith e John Carlos em 1968 | Tommie Smith John Carlos                                                                          | Atletas olímpicos de pista, medalhistas nos Jogos Olímpicos de Verão de 1968, que fizeram a saudação Black Power no pódio. | [ 15 ]       |
| 2009 | Nelson Mandela em 2008             | Nelson Mandela                                                                                    | Presidente sul-africano, a sua apresentação da Copa do Mundo de Rúgbi de 1995 a François Pienaar foi descrita como "um momento icónico na história do desporto". | [ 16 ]       |
| 2010 | –                                  | Edward Arthur Thomas†                                                                             | Treinador de futebol americano do ensino médio, baleado e morto por um ex-aluno. | [ 7 ]        |
| 2011 | –                                  | Dewey Bozella                                                                                     | Pugilista que foi injustamente preso por 26 anos. | [ 17 ]       |
| 2012 | Pat Summit em 2008                 | Pat Summitt                                                                                       | Treinadora de basquete universitário com o maior número de vitórias na história do basquete da NCAA, aposentou-se com doença de Alzheimer de início precoce. | [ 18 ]       |
| 2013 | Robin Roberts em 2010              | Robin Roberts                                                                                     | Apresentadora aumentou a conscientização sobre doação de medula óssea por meio da cobertura pública de sua própria doença | [ 19 ]       |
| 2014 | Michael Sam in 2008                | Michael Sam                                                                                       | Jogador de futebol americano, o primeiro jogador publicamente gay a ser selecionado na NFL. | [ 1 ]        |
| 2015 | Caitlyn Jenner em 2015             | Caitlyn Jenner                                                                                    | Ex-atleta olímpico de atletismo e personalidade transgênero da televisão. | [ 20 ]       |
| 2016 |                                    | Zaevion Dobson†                                                                                   | Jogador de futebol americano de quinze anos que usou seu corpo para proteger três meninas de um tiroteio. | [ 7 ]        |
| 2017 | Eunice Kennedy Shriver             | Eunice Kennedy Shriver†                                                                           | Fundadora da Special Olympics. | [ 1 ]        |
| 2018 | The Fierce Five in 2012            | Vítimas do escândalo de abuso sexual da equipe americana de ginástica (As Fierce Five retratadas) | Mais de 300 meninas e mulheres, a maioria ginastas, incluindo, mas não se limitando a Rachael Denhollander, Simone Biles, McKayla Maroney, Aly Raisman, Jordyn Wieber, Gabby Douglas e Maggie Nichols, que sobreviveram ao abuso de Larry Nassar, falaram abertamente e lançaram luz sobre o abuso sexual no esporte e exigiram mudanças e responsabilização. | [ 21 ]       |
| 2019 | Bill Russell                       | Bill Russell                                                                                      | Primeiro treinador afro-americano na história da NBA, cargo que ocupou enquanto continuava jogando. | [ 22 ]       |
| 2020 | Kevin Love                         | Kevin Love                                                                                        | Defesa da abertura sobre saúde mental. | [ 23 ]       |
| 2021 | Maya Moore                         | Maya Moore                                                                                        | Abandonou o basquete para ajudar a libertar um homem condenado injustamente. | [ 24 ]       |
| 2022 | Vitali Klitschko                   | Vitali Klitschko                                                                                  | Defendeu a Ucrânia como soldado, juntamente com seu irmão Wladimir Klitschko e criticou abertamente Vladimir Putin, usando sua posição de prefeito (o prefeito mais antigo de Kiev) para fazê-lo. | [ 25 ]       |
| 2023 | USWNST in 2023                     | Seleção de Futebol Feminino dos Estados Unidos                                                    | Lutou pela igualdade salarial. | [ 26 ]       |
| 2024 | Gleason em 2020                    | Steve Gleason                                                                                     | Ativista pela conscientização sobre a ELA. | [ 27 ]       |
| 2025 | Robertson em 2024                  | Oscar Robertson                                                                                   | Lutou pela agência livre na NBA. | [ 28 ]       |